# Промежуточный поляр

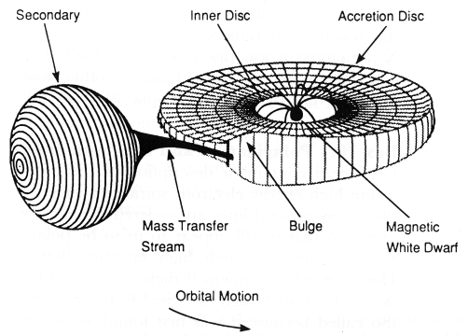
Схема промежуточного поляра. Потоки вещества (mass transfer stream) от звезды-компаньона (secondary) создают аккреционный диск (accretion disk) вокруг намагниченного белого карлика (magnetic white dwarf). Но поскольку вещество может выпадать только в районе полюсов белого карлика, то аккреционный диск становится неравномерным: образуется плотный внутренний диск (inner disk) и утолщение (bulge) в средней части аккреционного диска.

Промежуточный поляр (также переходный поляр, переменная типа DQ Геркулеса) — один из видов катаклизмических переменных двойных звездных систем. В большинстве катаклизмических переменных, вещество от звезды-компаньона, лежащей на главной последовательности, истекает на белый карлик в виде аккреционного диска. Иногда роль компаньона может исполнять и другой объект — например, субгигант или красный гигант. В промежуточных полярах, аккреционный диск разрушается магнитным полем белого карлика. Истекающий газ со звезды-компаньона образует диск, когда вещество ещё находится далеко от белого карлика, но по мере приближения к намагниченному белому карлику падающее вещество будет следовать вдоль силовых линий магнитного поля. В переходной области между аккреционным диском и аккреционным потоком, газ может падать в виде так называемой аккреционной воронки.
Название «промежуточный поляр» такие системы получили из-за того, что степень поляризации излучённого ими света оказалась промежуточной по сравнению с двойными системами без аккреционного диска, известными как поляры, или переменные типа AM Геркулеса.
На 18 июня 2009 года известно 119 промежуточных поляров, кандидатов в промежуточные поляры и звёзд похожих на промежуточные поляры, из них являются подтверждёнными 34 системы и 82 — кандидатами, которые могут быть промежуточными полярами с той или иной степенью вероятности. Это составляет порядка 2 % от общего числа катаклизмических переменных (1830), внесённых в Каталог катаклизмических переменных Даунса и др. (2006).

## Физические свойства
Промежуточные поляры являются источниками сильного рентгеновского излучения. Рентгеновские лучи генерируются высокоскоростными частицами аккреционного диска и при формировании ударной волны, когда вещество падает на поверхность белого карлика. Если частица тормозится ещё до попадания на поверхность белого карлика, то производимое тормозное рентгеновское излучение поглощается газом, окружающим белый карлик.
Магнитные поля белых карликов в промежуточных полярах обычно находятся в пределах от 1 млн до 10 млн гаусс (100—1000 тесла). Это примерно в миллион раз сильнее, чем магнитное поле Земли, и находится у верхней границы магнитных полей, которые могут быть произведены в лабораториях на Земле, но гораздо меньше, чем магнитные поля нейтронных звезд. На пересечении потока с аккреционного диска и поверхностью белого карлика находится так называемая «горячая точка» (hot spot). Так как белый карлик имеет дипольное магнитное поле, то он будет иметь две «горячие точки» на каждом из своих магнитных полюсов, а поскольку белый карлик и его дипольное магнитное поле вращаются, то и вещество, выпадающее на «горячие точки», также будет вращаться.
К другим главным характеристикам промежуточных поляров можно отнести наличие сильной линии излучения гелия II на волне 468,1 нм и круговой поляризации.

## Кривая блеска
Кривая блеска промежуточного поляра может показать несколько типов устойчивых периодических изменений яркости. Первая периодичность связана с орбитальным периодом двойной звездной системы. Орбитальные периоды подтверждённых промежуточных поляров находятся в пределах от 1,4 до 48 часов, с типичными значениями от 3 до 6 часов.
Второй тип периодичности задаётся вращением белого карлика вокруг своей оси. Наблюдения показали, что у промежуточных поляров эта периодичность гораздо меньше, чем период обращения вокруг своей оси и находятся в пределах от 33 до 4022 секунд. Наиболее вероятная причина заключается в том, что основной вклад в этот тип переменности вносит светимость «горячей точки» и/или светимость падающего материала над «горячей точкой».
Третий тип периодичности зависит от соотношения между периодом вращения вокруг своей оси и орбитальным периодом.
Все три периодические составляющие сигнала могут быть выделены преобразованием Фурье, применённым к кривой блеска и изучением распределения энергии в спектре. Промежуточные поляры показывают периодичность в рентгеновском, ультрафиолетовом и оптическом диапазонах. Хотя источник периодичности во всех трёх диапазонах длин волн в конечном счёте один — вращающийся белый карлик, точные механизмы для производства излучений высоких энергий могут отличаться от таких же механизмов в оптическом диапазоне.
В дополнение к стабильным колебаниям кривой блеска существуют неустойчивые колебания, называемые «квазипериодическими». Они могут появляться, а затем исчезать после нескольких циклов. Квазипериодические колебания, как правило, имеют периоды от 30 до 300 секунд.